# Haute-Goulaine
Haute-Goulaine é uma comuna francesa na região administrativa da Pays de la Loire, no departamento de Loire-Atlantique. Estende-se por uma área de 20,59 km². Em 2010 a comuna tinha 5 988 habitantes (densidade: 290,8 hab./km²).